# 坤 (清朝)
坤（？年—1687年），那木都魯氏，滿洲正黃旗人，祖籍綏芬，隸瓦爾喀部。後金、清初軍事人物。

## 經歷
天聰八年（崇禎七年，1634年）侍奉清太宗，擢一等侍衛，兼管牛彔事，加拖沙喇哈番世職。
崇德六年（崇禎十四年，1641年）松錦之戰清太宗攻明，圍困松山（錦州）。明軍總兵曹變蛟夜襲清軍御營，迫近正黃旗大營門口。清軍侍衛及親軍都散列營門周圍，只有坤獨當門前，力戰將明軍擊退。太宗嘉獎坤的勇猛，賜號「巴圖魯」，賞銀四百，授一等甲喇章京世職。
順治朝，進爵一等阿思哈尼哈番兼拖沙喇哈番。
順治十一年（1654年），跟隨靖南將軍朱馬喇南下廣東肅清南明；坤署理固山額真，大敗明將李定國於新會，追擊到橫州江岸，斬獲極多。以此功拜內大臣。
康熙十年（1671年），因為被派遣前往祭奠昭陵，坤拒絕不去，康熙帝駐蹕南臺時又不入直，並且娶了已賜訂婚的女子為妻，刑部論坤之罪，應當處死，但康熙帝寬貸，只革去官職，仍保留一等阿思哈尼哈番爵位與一等侍衛。
十一年（1672年），授都統。
十二年（1673年），獎勵前朝舊臣，加太子太保。
十三年（1674年），三藩之亂起，授坤為振武將軍，率師駐防汝寧。王輔臣反叛後，命坤移師駐西安。
十四年（1675年），康熙帝命坤偕同副都統翁愛等進駐漢中，但王輔臣毀鳳縣偏橋斷絕清軍糧道，又拆毀棧道，阻止漢中獲得支援。康熙帝下詔催促坤急援漢中，授散秩大臣，坤率軍到達寶雞後，因道路被阻礙未能即時進軍。康熙帝革去坤振武將軍位，仍命令以內大臣身份從軍。秦州收復後，朝廷決議反攻漢中，以坤駐守潼關。
十八年（1679年），康熙帝念坤已經年老，召回京城，兵部追究坤逗留漢中之事，議處應革職、削去巴圖魯稱號。康熙帝說：「巴圖魯號太宗所賜，其勿削！但奪官。」革去官職，仍留一等阿達哈哈番世職。
二十四年（1685年），授散秩大臣，康熙帝上諭坤已經年衰不能上朝，聽任在家閒居。
二十六年（1687年），卒。

## 家庭及關聯
- 父：伊訥克，清太宗攻伐瓦爾喀部時，率先投降後金。
- 孫：顯圖。